# Nepal Television
Nepal Television, nota anche con la sigla NTV (in nepalese नेपाल टेलिभिजन), è l'ente televisivo pubblico del Nepal. Trasmette da Singha Durbar, Katmandu, in nepalese, maithili, newari e inglese.

## Storia

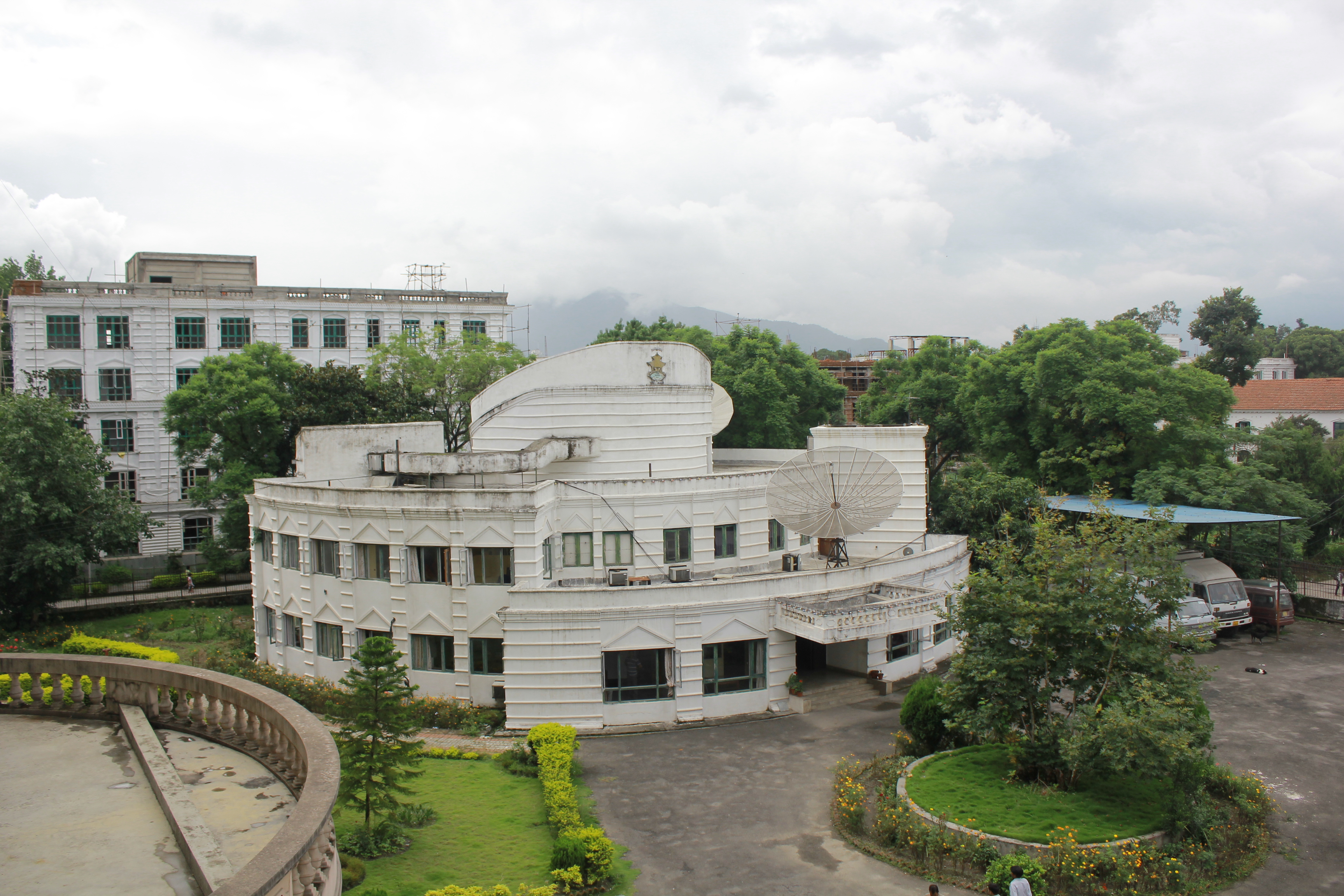
Sede amministrativa di Nepal Television.

Nepal Television fu fondata il 5 gennaio 1984 come società di proprietà e controllata dal Governo del Nepal. Il primo canale a trasmettere fu NTV National, di tipo generalista.
In seguito furono create altre quattro reti: NTV Plus, NTV News, NTV Kohalpur e NTV Itahari.
Nel 2003 nacque NTV Plus, dedicata al pubblico dei giovani attraverso programmi di intrattenimento, informazione, sport e musica.

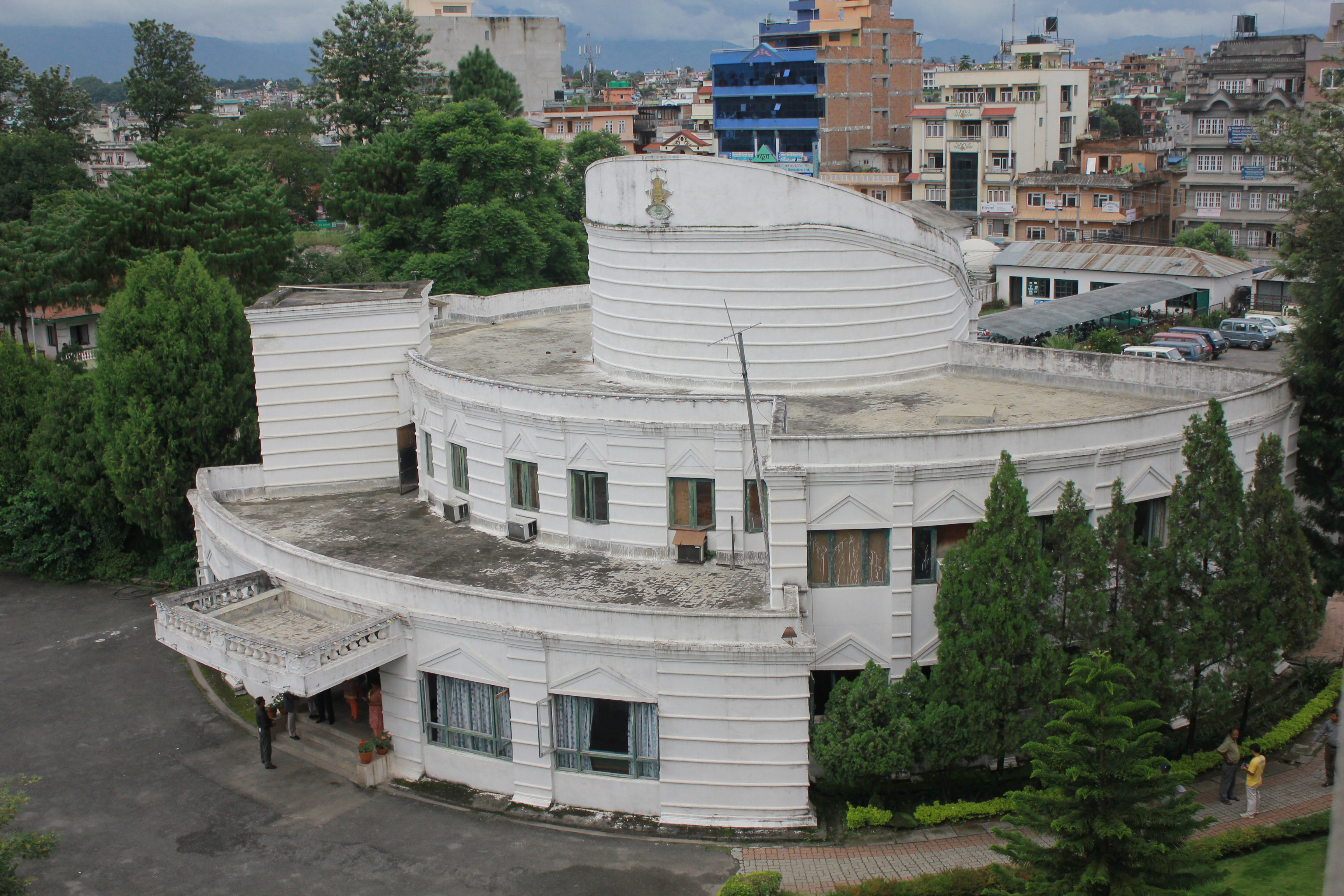
Studi televisivi di Nepal Television.

Il 18 ottobre 2014 iniziarono le trasmissioni di NTV News, un canale monotematico di notizie e approfondimento.
Il 14 aprile 2017 debuttò NTV Kohalpur, altro canale di notizie.
L'azienda è in corso di trasformazione verso un servizio realmente pubblico e indipendente.
Il telegiornale delle 20,00 e serie televisive come Sakkigoni, Mundre Ko Comedy Club e Meri Bassai sono tra i programmi più seguiti.
Dal 31 gennaio 2019 i canali dell'azienda hanno cominciato a trasmettere in HD; trasmettono 24 ore su 24.

## Servizi

### Televisione
| Nome         | Sede     | Тipo                           | Lancio | Lingua                               |
| ------------ | -------- | ------------------------------ | ------ | ------------------------------------ |
| NTV National | Katmandu | generalista                    | 1984   | nepalese, maithili, newari e inglese |
| NTV Plus     | Katmandu | programmi per giovani          |        | nepalese, maithili, newari e inglese |
| NTV News     | Katmandu | informazione e approfondimento |        | nepalese, maithili, newari e inglese |
| NTV Kohalpur | Katmandu | informazione                   |        | nepalese, maithili, newari e inglese |
| NTV Itahari  | Katmandu | informazione                   |        | nepalese, maithili, newari e inglese |

## Programmi

### Passati
- Ye Stai Hunchha (prima soap opera del Nepal, regia di Ujwal Ghimire)
- Aayam
- Abhibyakti
- Biswo Ghatna
- Chintan Manan/Manthan
- Hamro Gaun Ramro Gaun
- Hijo Aaj Ka Kura
- Bhid Sekhi Bhid Samma (regia di Badri Adhikari)
- Hostel
- Khel Khel
- Hatterika
- Tadha ko Basti (regia di Krishna Malla)
- Mayos Super Challenge
- Nagad Panch Lakh
- Nepali Tara
- Sanibar Vijay Kumar Sanga
- Tito Satya
- Twakka Tukka
- Chakrabyuha
- Raap
- Yuga Dekhi Yuga Samma
- 8 Baje Talk Show Vijay Kumar
- Pandey

### Presenti
Commedie
- Bhadragol
- Chaleko Chalan
- Cheu Na Tuppo
- Gup Chup
- Hakka Hakki
- Jai Hosh
- Jire Khursani
- Madan bahadur Hari bahadur 4
- Maha Jodi
- Meri Bassai
- Sishnu Pani
- Tato Na Saro
- Tato Piro
- Super Hero
- Ke Jamana Aa

Reality
- Mero Voice Universe

Serie televisive nepalesi
- Jiwan Chakra

Soap opera
- Aphanta
- Guthi
- Santan
- Sunaulo Sansar
- Yatra Jindagi Ko

Giochi a quiz
- Chham Chhami
- Magical Thumb: A Live Game Show
- Pratibhako Aagan
- Quiz Mania Worldwide by Wai Wai
- Singing Icon Nepal
- The Singing Star

Programmi per bambini
- Baal Shanti Abhiyaan
- Moomin
- Nature Calls
- Ferdy the Ant
- Opening Children Programme
- Perman
- Motu Patlu
- Doraemon

Notizie
- Gunte bhai
- Maile timilai kute
- NTV Peace Forum
- Samachar
- Sero Phero

Vari
- Miss Nepal
- Artha Ko Artha
- Krishi Karyakram (programma di agricoltura)
- Mero Ghar Mero Sansar
- Swasthya Charcha

## Ricezione

### Satellite[4]
| Satellite          | AsiaSat 7   | AsiaSat 7    | AsiaSat 7                      | Amos 4                   | Amos 4            | Amos 4    | Amos 4       | Amos 4       | NSS 12       | NSS 12       | Eutelsat 10B | SES 6        | ABS 2        |
| Posizione orbitale | 105.5° Est  | 105.5° Est   | 105.5° Est                     | 65.0° Est                | 65.0° Est         | 65.0° Est | 65.0° Est    | 65.0° Est    | 57.0° Est    | 57.0° Est    | 10.0° Est    | 40.5° Ovest  | 75.0° Est    |
| Bouquet            | /           | /            | /                              | DishHome                 | DishHome          | DishHome  | DishHome     | DishHome     | /            | /            | /            | /            | /            |
| Canali             | NTV Itahari | NTV Kohalpur | NTV News NTV Plus NTV National | NTV Kohalpur NTV Itahari | NTV News NTV Plus | NTV Plus  | NTV National | NTV National | NTV National | NTV National | NTV National | NTV National | NTV National |
| Frequenza          | 3736 MHz    | 3740 MHz     | 3750 MHz                       | 11289 MHz                | 10914 MHz         | 12660 MHz | 10860 MHz    | 11360 MHz    | 3775 MHz     | 3798 MHz     | 11221 MHz    | 4133 MHz     | 12730 MHz    |
| Polarizzazione     | Verticale   | Verticale    | Verticale                      | Verticale                | Verticale         | Verticale | Verticale    | Verticale    | L            | R            | Verticale    | R            | Orizzontale  |
| SR                 | 4166        | 4166         | 12500                          | 45000                    | 45000             | 45000     | 45000        | 45000        | 9583         | 19167        | 30000        | 22500        | 23330        |
| FEC                | 3/5         | 3/5          | 3/5                            | 2/3                      | 2/3               | 2/3       | 1/2          | 2/3          | 2/3          | 3/5          | 5/6          | 3/5          | 1/2          |
| Modulazione        | 8PSK        | 8PSK         | 8PSK                           | QPSK                     | QPSK              | QPSK      | QPSK         | 8PSK         | 8PSK         | QPSK         | QPSK         | QPSK         | QPSK         |

### Digitale terrestre
I canali di NTV sono diffusi in standard DVB-T HD.

### Streaming
- NTV National sito Archiviato il 2 dicembre 2019 in Internet Archive.
- NTV Kohalpur sito Archiviato il 2 dicembre 2019 in Internet Archive.
- NTV Plus sito Archiviato il 2 dicembre 2019 in Internet Archive.
- NTV News sito Archiviato il 2 dicembre 2019 in Internet Archive.